# Dr. Who – Die Invasion der Daleks auf der Erde 2150 n. Chr.
Dr. Who – Die Invasion der Daleks auf der Erde 2150 n. Chr. (Originaltitel: Dr. Who – Daleks' Invasion Earth 2150 A.D.) ist ein 1966 erschienener britischer Science-Fiction-Film von Gordon Flemyng, geschrieben von Milton Subotsky und der zweite Film, der von Amicus Productions basierend auf der britischen Fernsehserie Doctor Who umgesetzt wurde. Nach Dr. Who und die Daleks nehmen Peter Cushing als Dr. Who und Roberta Tovey als Susan erneut ihre Rollen auf. Neu dazu kommen Jill Curzon als Louise und Bernard Cribbins als Tom Campbell.
Die Geschichte basiert auf dem Doctor-Who-Handlungsstrang The Dalek Invasion of Earth von der BBC. Der Film spielt, wie sein Vorgänger, nicht im Kanon der Fernsehserie, benutzt jedoch verschiedene Charaktere, die Daleks und eine als Polizeinotrufzelle getarnte Zeitmaschine, wenn auch in neuen Formen.

## Handlung
Der Polizist Tom Campbell trifft auf mehrere Männer, die in ein Juweliergeschäft einbrechen. Er rennt zu einer scheinbaren Polizeinotrufzelle, um Verstärkung anzufordern, und betritt dabei Tardis, eine Zeit- und Raummaschine, in der sich ihr Erfinder Dr. Who, zusammen mit seiner Nichte Louise und Enkelin Susan befinden, die kurz vor der Abreise in die Zukunft stehen. Als sie im Jahr 2150 in London ankommen, finden sie eine trostlose Landschaft aus zerstörten Gebäuden vor. Es stellt sich heraus, dass die Daleks, denen Dr. Who und Susan in Dr. Who und die Daleks schon mal begegnet sind, in die Erdkruste eingedrungen sind und den Planeten verwüstet haben. Einige der Überlebenden haben eine Widerstandsbewegung gegründet, während die Gefangenen entweder mittels Gehirnwäsche zu Sklaven namens Robomen gemacht oder zur Zwangsarbeit in einem Dalek-Minenkomplex in Bedfordshire gebracht wurden.
Dr. Who und Tom werden von Louise und Susan getrennt, von einem Trupp Robomen gefangen genommen und auf einem Dalek-Raumschiff eingesperrt. Dr. Who schafft es, das Schloss der Zelle zu öffnen, ohne zu wissen, dass die Dalek solche Fluchtversuche nutzen, um die Eignung ihrer Gefangenen für die Robotisierung zu testen. Unterdessen bringt ein Mann namens Wyler Louise und Susan zu einer Widerstandsbasis in einer Londoner U-Bahn-Station, wo sie andere Rebellen treffen, darunter David und den Rollstuhlfahrer Dortmun. Dortmun schlägt vor, einige Rebellen als Robomen zu verkleiden, um auf das Dalek-Raumschiff zu gelangen und es mit Bomben von innen zu zerstören.
Auf dem Raumschiff werden Dr. Who und Tom wieder gefangen genommen und für die Gehirnwäsche vorbereitet, als die Rebellen, darunter David, Wyler und Louise, dieses angreifen. Während des Kampfes befreien sich Dr. Who und Tom. Dr. Who entkommt mit David, während Tom und Louise auf dem Raumschiff gefangen werden. Nachdem der Angriff fehlgeschlagen ist, kehrt Wyler zur Basis zurück, wo Dortmun und Susan warten, und sagt ihnen, dass er Dr. Who entkommen sah. Sie beschließen, in die Außenbezirke von London zu gehen und sich dort zu verstecken, bis sich die Rebellen neu formieren können. Susan hinterlässt Dr. Who eine schriftliche Nachricht über ihre Absichten, dann fahren sie los und beschlagnahmen einen Lieferwagen. Dortmun wird jedoch getötet, als sie auf eine Dalek-Patrouille treffen. Wyler und Susan sind daraufhin gezwungen, das Fahrzeug zu verlassen, kurz bevor es zerstört wird.
Nach der Flucht aus dem Raumschiff entkommen Dr. Who und David den Daleks und kehren in die jetzt verlassene U-Bahn-Station zurück. Da sie die für sie hinterlassene Nachricht nicht sehen, nehmen sie an, dass Wyler, Dortmun und Susan nach Bedfordshire gegangen sind, um den Bergbaubetrieb zu untersuchen und beschließen, ihnen zu folgen.
Tom und Louise verstecken sich auf dem Dalek-Raumschiff, das in Richtung der Bedford-Mine gestartet ist. Als es landet, verlassen sie es durch eine Abfallrutsche. Daraufhin finden sie sich im Bergbaukomplex wieder, werden von einem Roboman angegriffen, aber von einem der Sklavenarbeiter gerettet. Dieser versteckt das Paar in einem Geräteschuppen.
Wyler und Susan suchen Schutz in einem Häuschen, das von einer Frau und ihrer Mutter bewohnt wird. Susan überzeugt Wyler, dass Dr. Who die Daleks, die sie in der Watford-Gegend gesehen haben, meiden und stattdessen zur Bedfordshire-Mine gehen würde, und dass sie auch dorthin gehen müssen. Die Tochter geht dann auf eine Besorgung, kehrt aber mit Daleks zurück, die Wyler und Susan gefangen nehmen und sie zu ihrem Minenkontrollzentrum bringen.
In der Nähe der Mine werden Dr. Who und David von Brockley, einem Schwarzhändler, konfrontiert, der zustimmt, sie in den Komplex zu schmuggeln. Zufällig führt er sie zum Geräteschuppen, in dem sich Tom und Louise verstecken. Wiedervereint enthüllt ihnen Conway, ein Gefangener, dass die Daleks dabei sind, eine Bombe in ihren Minenschacht zu werfen, um den Erdkern zu zerstören. Dieser wird dann durch ein Gerät ersetzt, das es den Außerirdischen ermöglicht, den Planeten wie ein riesiges Raumschiff zu steuern. Pläne der Mine zeigen einen alten Schacht, der zu einer Konvergenz zwischen den Magnetpolen des Planeten führt. Als Dr. Who erkennt, dass eine Explosion an diesem Punkt genug Energie freisetzen würde, um die metallischen Daleks in den Erdkern zu ziehen, bittet er Tom und Conway, zu versuchen, die Bombe abzulenken. Brockley geht und weigert sich, sich einzumischen. Dr. Who schickt Louise und David, um zu helfen, die Gefangenen aus der Mine zu holen. Brockley verrät Dr. Who und führt eine Gruppe von Daleks zu ihm. Als Dr. Who weggeführt wird, eröffnen die Daleks das Feuer auf Brockley und töten ihn.
Als Tom und Conway im Minenschacht arbeiten, um die Bahn der Bombe zu verändern, werden sie von einem Roboman entdeckt. Während des darauffolgenden Kampfes fallen Conway und der Roboman in den Tod. Tom verwendet Holzbretter am alten Schachteingang, um eine Ablenkrampe zu schaffen, und eilt dann zurück an die Oberfläche.
Dr. Who wird in den Kontrollraum der Mine gebracht und trifft Wyler und Susan. Er ergreift die Funkverbindung zu den Robomen und befiehlt ihnen, sich gegen ihre Herren zu wenden. Während die Robomen gegen die Daleks kämpfen, entkommt Dr. Who mit Wyler und Susan, während die Sklavenarbeiter aus der Mine fliehen. Die Daleks besiegen schnell die Rebellion und werfen ihre Bombe in den Schacht, aber sie wird abgelenkt und explodiert an der Polkonvergenz. Die Daleks werden in den Erdkern gezogen und zerstört, während ihr Raumschiff, das gerade gestartet ist, auf die Mine stürzt und explodiert.
Später, als sich die Reisenden darauf vorbereiten, mit Tardis in die Gegenwart zurückzukehren, bittet Tom darum, einige Minuten vor dem Einbruch zurückgebracht zu werden. Bei der Ankunft schlägt er die Diebe nieder und fährt sie dann in ihrem Fluchtauto weg, auf dem Weg zur Polizeistation und einer erwarteten Beförderung.

## Besetzung und Synchronisation
Die deutsche Synchronisationsfassung entstand 2022 im Rahmen der internationalen 4K-Veröffentlichung des Films. Sie wurde von der TV+Synchron in Berlin bei einem Dialogbuch von Thomas Rock und Dialogregie von Bernhard Völger erstellt.
| Figur           | Darsteller             | Deutscher Sprecher     |
| --------------- | ---------------------- | ---------------------- |
| Dr. Who         | Peter Cushing          | Bernd Vollbrecht       |
| Susan Foreman   | Roberta Tovey          | Frieda Rudolph         |
| Tom Campbell    | Bernard Cribbins       | Thomas Schmuckert      |
| Louise          | Jill Curzon            | Jessica Walther-Gabory |
| David           | Ray Brooks             | Christopher Groß       |
| Wyler           | Andrew Keir            | Rainer Doering         |
| Wells           | Roger Avon             | Roman Kretschmer       |
| Conway          | Keith Marsh            | Jens-Uwe Bogadtke      |
| Craddock        | Kenneth Watson         | Peter Becker           |
| Dortmun         | Godfrey Quigley        | Tim Moeseritz          |
| Junge Frau      | Sheila Steafel         | Greta Galisch de Palma |
| Alte Frau       | Eileen Way             | Sabina Trooger         |
| Daleks          | David Graham (Stimme)  | Stefan Weißenburger    |
| Roter Dalek     | David Graham (Stimme)  | Stefan Bräuler         |
| Schwarzer Dalek | Peter Hawkins (Stimme) | Bernhard Völger        |
| Goldener Dalek  | Peter Hawkins (Stimme) | Dirk Stollberg         |
| Brockley        | Philip Madoc           |                        |
| Thompson        | Eddie Powell           |                        |

Ein Teil der Schauspieler des Films hatten später Rollen in der Doctor-Who-Fernsehserie. Bernard Cribbins trat als wiederkehrender Charakter Wilfred Mott zwischen 2007 und 2010 auf. Dabei spielte er den Großvater des Doctor-Companions Donna Noble. Philip Madoc trat vier Mal in der Serie und in den Big Finish Productions-Audioproduktionen über Doctor Who in anderen Rollen auf. Eileen Way war im Fernseh-Handlungsstrang Das Kind von den Sternen als Alte Mutter und als Karela in The Creature from the Pit zu sehen. Roger Avon spielte Saphadin in The Crusade und Daxtar in The Daleks’ Master Plan.

## Produktion
Amicus kaufte für 500 £ eine Option, drei Dalek-bezogene Geschichten von Terry Nation und der BBC umzusetzen. Die Produktion des dritten Films, der auf dem Handlungsstrang The Chase basieren sollte, wurde wegen der schlechten Performance dieses Films an den Kinokassen nicht umgesetzt. Die Dreharbeiten begannen am 31. Januar 1966 in den Shepperton Studios in England und wurden am 22. März mit elf Tagen Verspätung abgeschlossen. Das Budget des Films betrug 286.000 £ (2025: ca. 5.669.000 £) und war damit fast 60 Prozent größer als das seines Vorgängers.
Die Produktion wurde durch die Krankheit von Cushing erschwert, die eine Umschreibung des Drehbuchs erforderte, um seine Auftritte auf der Leinwand zu reduzieren. Es gab auch eine Reihe von Unfällen am Set. Während der Dreharbeiten zur Erstürmung des Dalek-Raumschiffs durch Rebellen fing eine Dalek-Requisite Feuer. Stuntman Eddie Powell brach sich während einer Szene, in der sein Charakter von den Daleks getötet wird, während dieser versucht, ihnen zu entkommen, den Knöchel. Schauspieler Andrew Keir verletzte sich am Handgelenk, als er während einer Szene, in der sein Charakter Wyler und Susan aus London fliehen, durch eine Windschutzscheibe eines Lieferwagens schlug.
Das Design und das Farbschema für die Mehrheit der Dalek-Requisiten waren denen sehr ähnlich, die damals für die Fernsehversionen verwendet wurden, mit großen, schwarzen Sockeln und überwiegend silberner Lackierung mit grauen Schultern, Kragen und Lamellen aus Aluminium und blaue Kugeln am Körper. Drei jeweils in Gold, Schwarz und Rot bemalte Dalek-Anführer sind ebenfalls Teil des Films. Wie beim ersten Dalek-Film waren die Requisiten mit einer größeren Kuppel ausgestattet als ihre TV-Gegenstücke, und einige waren mit einer mechanischen Klaue anstelle der Saugglocke ausgestattet. Der Film markiert den ersten Auftritt von Daleks, die Rels als Zeitmaß verwenden, dies wurde in den Comics und später in der neuen Serie wiederverwendet.
Im Januar 1984 erschien in Doctor Who Monthly ein Artikel über die beiden Dalek-Filme, der Produktionsinformationen, Fotos und Interviews enthielt. Ein weiterer Artikel über die Filme erschien 1995 in der Frühjahrs-Sonderausgabe des Doctor Who Magazins.
Auch 1995 wurde ein Dokumentarfilm über die beiden Dalek-Filme, Dalekmania, auf Video veröffentlicht. Es enthüllte Details über die Produktionen, Spin-Offs und Werbekampagnen. Sie wurde später als Extra bei vielen der Videoveröffentlichungen der beiden Dalek-Filme beigefügt.

## Veröffentlichung
Der Film feierte am 22. Juli 1966 in London Premiere.

## Marketing
Von den 286.000 £ Budget des Films wurden über 50.000 £ nur für die Bewerbung desselben ausgegeben.
Die Frühstücksflocken Sugar Puffs sponserten den Film, weshalb an verschiedenen Stellen im Film Zeichen und Produkte von Sugar Puffs zu sehen. Als Gegenleistung für ihre Finanzierung wurde dem Betrieb erlaubt, auf ihren Müslipackungen einen Wettbewerb um eine Dalek-Filmrequisite zu veranstalten und die Daleks in ihren Fernsehwerbungen zu zeigen.
Von 1965 bis 1967 enthielt der TV-Century-21-Comic einen einseitigen Dalek-Comic. Ab Januar 1966 stellten die Künstler Eric Eden und Ron Turner die Daleks in ihren Film-Versionen dar, indem sie Elemente aus dem Filmdesign verwendeten, einschließlich mechanischer Klauen, großen Sockeln und großen Kuppellichtern. Während der Ausgabezeit des Comics enthielt dieser auch oft Fotos aus und Artikel über die Filme.

## Kritik
Der Film erhielt am 21. Juli 1966 in der Zeitung „The Times“ eine negative Kritik: „The second cinematic excursion of the Daleks shows little advance on the first... The filming of all this is technically elementary... and the cast, headed by the long-suffering, much ill-used Peter Cushing, seem able, unsurprisingly, to drum up no conviction whatever in anything they are called to do. Grown-ups may enjoy it, but most children have more sense.“ (deutsch: „Der zweite filmische Ausflug der Daleks zeigt wenig Fortschritt gegenüber dem ersten… Vor allem das Filmen ist technisch elementar… und die Besetzung, angeführt von dem schwer geprüften, viel misshandelten Peter Cushing, scheint fähig zu sein, nicht überraschend, keinerlei Überzeugung für das aufzubringen, was sie machen sollen. Erwachsene mögen es vielleicht, aber die meisten Kinder haben mehr Sinn.“)
Allen Jones der Radio Times gab dem Film in einer rückblickenden Rezension drei von fünf Sternen, und sagte: „Independence Day it's not, but director Gordon Flemyng keeps the colourful action moving swiftly along to cheap and cheerful effect. Youngsters will love it, while adults will want to E-X-T-E-R-M-I-N-A-T-E Bernard Cribbins, who provides comic relief as the bumbling bobby. Yet, through all the mindless mayhem roll the ever-impressive Daleks, truly one of science fiction's greatest alien creations.“ (deutsch: „Independence Day ist es nicht, aber Regisseur Gordon Flemyng sorgt dafür, dass die bunte Action schnell voranschreitet, um einen billigen und fröhlichen Effekt zu erzielen. Jugendliche werden es lieben, während Erwachsene Bernard Cribbins E-X-T-E-R-M-I-N-I-E-R-E-N wollen, der als tollpatschiger Bobby für Heiterkeit sorgt. Doch durch all das hirnlose Chaos rollen die immer beeindruckenden Daleks, die wirklich eine der größten außerirdischen Kreationen des Science-Fiction sind.“)
In einer Rezension zum 2013er Blu-ray-Release sagte der Starbuster Rezensent Paul Mount, der Film sei „a leaner, slicker film than its predecessor, its bigger scale and lavish location filming giving the story room to breathe and allowing for some effective action sequences, such as the rebel attack on the impressive Dalek flying saucer.“ (deutsch: „ein schlankerer, glatterer Film als sein Vorgänger, sein größerer Maßstab und die aufwändigen Außenaufnahmen geben der Geschichte Raum zum Atmen und ermöglichen einige effektive Actionsequenzen, wie den Angriff der Rebellen auf die beeindruckende fliegende Dalek-Untertasse.“)

## Radio-Adaptation
Der Soundtrack des Films wurde am 18. November 1966 von Gordon Gow für eine Radiosendung der Movietime-Reihe als Show 305 im BBC Light Program adaptiert und präsentiert. Produziert wurde sie von Tony Luke.

## Heimvideoveröffentlichungen
Super 8-Film
- In Großbritannien 1977 von Walton Sound and Film Services veröffentlicht.

VHS
- In Großbritannien 1982 von Thorn EMI und 1988 und 1996 von Warner Home Video veröffentlicht.
- In der USA 1985 von Thorn EMI und 1994 von Lumiere veröffentlicht.
- In Australien 1990 von Warner Home Video veröffentlicht.
- In Japan 1992 von King Video/Tohokushinsha Film veröffentlicht.

Betamax
- In Großbritannien 1982 von Thorn EMI veröffentlicht.

DVD
- In der USA beide Filme mit Dalekmania 2001 als Boxset von Anchor Bay Entertainment und 2012 als Zwei-Disc-Set von Lionsgate veröffentlicht.
- In Australien beide Filme mit Dalekmania 2001 als Zwei-Disc-Set von Studiocanal veröffentlicht.
- In Frankreich mit Dalekmania 2001 als Les Daleks Envahissent La Terre mit neuem französischen Soundtrack von Canal+video veröffentlicht.

- In Großbritannien beide Filme mit Dalekmania 2002 und 2006 als Zwei-Disc-Set von StudioCanal veröffentlicht.
- In Spanien 2009 als Los Daleks Invaden la Tierra 2150 AD mit neuem spanischen Soundtrack von Universal veröffentlicht.
- In Australien mit Dalekmania 2012 von Umbrella Entertainment veröffentlicht.[16]

Blu-ray
- In Großbritannien mit Dalekmania 2013 von StudioCanal veröffentlicht.
- In Großbritannien beide Filme 2013 als Zwei-Disc-Set von StudioCanal veröffentlicht.
- In Großbritannien 2015 von StudioCanal als Zavvi-exklusives Steelbook veröffentlicht.
- In Australien mit Dalekmania 2014 von Umbrella Entertainment veröffentlicht.[17]
- In der USA mit Dalekmania 2020 von Kino Lorber veröffentlicht.
- In Europa 2022 von StudioCanal in 4K veröffentlicht. Erstmals in deutscher Synchronfassung verfügbar.

## Soundtrack
- Musik von beiden Filmen von Silva Screen Records als Dr. Who & the Daleks 2009 auf CD und 2016 als Doppel-Vinyl-LP in limitierter Auflage veröffentlicht.
- Ausgewählte Titel von beiden Filmen von Silva Screen Records 2011 als limitierte 7"-EP veröffentlicht.

## Abgesagter dritter Film
Es gab Pläne für einen dritten Film, der auf dem Handlungsstrang The Chase basieren sollte, aber diese wurden nach dem schlechten Abschneiden des Films an den Kinokassen aufgegeben.
Roberta Tovey nahm ihre Rolle als Susan für eine Mini-Episode im Dokumentarfilm More than… 30 Years in the TARDIS wieder auf. Der Sketch spielt im Dalek-verseuchten London des 22. Jahrhunderts und zeigt einen schwarzen und einen roten Dalek und zwei Robomen, die sich an Tardis vorbeibewegen, ohne sie zu bemerken. Nachdem sie gegangen sind, öffnen sich die Türen, um Susan zu enthüllen, die über ihre erfolgreiche Tarnung grinst.
In einem Interview nach dem Sketch hegte Tovey Hoffnungen auf eine Fortsetzung der beiden Cushing-Filme, in deren Mittelpunkt eine erwachsene Version ihrer Susan stehen sollte, nachdem diese den Mantel ihres Großvaters als Abenteurerin in Zeit und Raum übernommen hatte. Diese Pläne wurden jedoch nie verwirklicht.